# FC Barcelona w sezonie 2022/2023
Sezon 2022/23 to 124. sezon w historii klubu FC Barcelona i 92. z rzędu sezon tego klubu w najwyższej klasie hiszpańskiego futbolu. Obejmował on okres od 1 lipca 2022 do 30 czerwca 2023.

## Przebieg sezonu
Przed sezonem 2022/23, FC Barcelona dokonała kilku zmian w drużynie. Do klubu dołączyli, w ramach wolnych transferów: Andreas Christensen z Chelsea, Franck Kessié z AC Milanu, Héctora Bellerína z Arsenalu oraz Marcosa Alonso z Chelsea. Klub kupił także trzech nowych piłkarzy: Roberta Lewandowskiego z Bayernu Monachium z 45 mln euro, przez co Lewandowski stał się pierwszym Polakiem grającym dla Dumy Katalonii, Julesa Koundé z Sevilli z 50 mln euro oraz Raphinhę z Leeds United za 58 mln euro. Zespół definitywnie opuścili natomiast: Philippe Coutinho który przeszedł do Aston Villi już na zasadzie transferu po wygaścięciu umowy wypożyczenia za 20 milionów euro oraz Pierre-Emerick Aubameyang którego pozyskała Chelsea za 12 mln euro. Ośmiu zawodników opuściło klub na zasadzie transferu bez kwoty odstępnej: Riqui Puig który przeszedł do Los Angeles Galaxy, Óscar Mingueza który przeszedł do Celty Vigo, Neto który odszedł do A.F.C. Bournemouth po tym jak klub rozwiązał kontrakt z nim, Rey Manaj który odszedł do Watfordu F.C., Moussa Wagué który przeszedł do chorwackiego klubu HNK Gorica, Dani Alves który zasilił szeregi meksykańskiego klubu Pumas UNAM, Martin Braithwaite który przeszedł do RCD Espanyolu po rozwiązaniu przez klub kontraktu oraz Miralem Pjanić który odszedł do Nadi asz-Szarika po tym jak klub rozwiązał z nim kontrakt. Na roczne wypożyczenia udali się natomiast: Clément Lenglet do Tottenhamu Hotspur, Francisco Trincão do Sportingu CP z dodatkową opłatą którą Sporting zapłaciło za wypożyczenie zawodnika wynoszącą 3 mln euro, Nico González do Valencii CF, Álex Collado do Elche CF, Samuel Umtiti do US Lecce, Sergiño Dest do A.C. Milanu oraz Abde Ezzalzouli do Chelsea. W zimowym okienku transferowym klub opuścili Memphis Depay którzy przeszedł do Atlético Madryt za 3 mln euro oraz Héctor Bellerín do Sportingu CP za 1 mln euro.
Sezon FC Barcelona rozpoczęła od gry w kilku meczach towarzyskich w których zmierzyła się z UE Olot (remis 1:1), Inter Miami (wygrana 6:0), Realem Madryt (wygrana 1:0), Juventusem (remis 2:2) oraz z New York Red Bulls (wygrana 2:0). Barca zagrała także w corocznym meczu o Trofeu Joan Gamper. Tym razem jej rywalem był Pumas UNAM, którego pokonała 6:0. 24 sierpnia, Barcelona rozegrała jeszcze jeden mecz towarzyski z Manchesterem City zakończony wynikiem 3:3. Na koniec sezonu Barcelona rozegrała mecz towarzyski z Vissel Kobe (wygrana 2:0)
Sezon ligowy Barcelona rozpoczęła od bezbramkowego remisu z Rayo Vallecano, następnie padło pewne zwycięstwo 4:1 z Realem Sociedad. Sierpień podopieczni Xaviego zakończyli zwycięstwem 4:0 nad Realem Valladolid. Wrzesień Blaugrana rozpoczęła od wyjazdowego zwycięstwa z Sevillą FC 3:0. 7 września 2022 roku Barcelona rozegrała pierwszy mecz fazy grupowej Ligi Mistrzów, przeciwko Viktorii Pilzno, który zakończył się zwycięstwem 5:1. 3 dni później Barcelona wygrała czwarty mecz ligowy z rzędu pokonując Cádiz CF 4:0. Po tym Barcelona rozegrała mecz drugiej kolejki fazy grupowej Ligi Mistrzów, przeciwko Bayernowi Monachium który zakończył się wynikiem porażką 0:2 i była to pierwsza porażka Barçy w tym sezonie. Po porażce Duma Katalonii pokonała Elche CF 3:0. Po przerwie reprezentacyjnej, 1 października Barcelona pokonała 1:0 RCD Mallorca. Następnie Barcelona przegrała z Interem Mediolan 0:1, po czym w lidze tym samym wynikiem pokonała Celtę Vigo. W rewanżowym meczu ligi mistrzów z Interem Mediolan padł remis 3:3. 16 października roku miało miejsce pierwsze w sezonie El Clásico. Barcelona przegrała w tym meczu z Realem Madryt 1:3. Później Barcelona wygrała trzy mecze ligowe z rzędu pokunując Villarreal CF 3:0, Athletic Bilbao 4:0 oraz Valencię CF 1:0, a pomiędzy tymi meczami ligowymi Barcelona przegrała mecz w fazie grupowej Ligi Mistrzów z Bayernem Monachium 0:3 tym samym stało się pewne, że Barcelona na wiosnę będzie grała w Lidze Europy. W ostatnim meczu fazy grupowej Ligi Mistrzów Barcelona pokonała Viktorię Pilzno 4:2. 3 listopada obrońca Barcelony Gerard Piqué ogłosił na swoim Twitterze w formie nagrania, ze zakończy swoją karierę piłkarską, a w jego ostatnim meczu w barwach Barçy, Duma Katalonii pokonała UD Almería 2:0. W ostatnim meczu przed przerwą reprezentacyjną, Barcelona pokonała 2:1 CA Osasuna. W pierwszym meczu po przerwie reprezentacyjnej, Barcelona zremisowała w derbowym starciu z RCD Espanyol 1:1. W pierwszym meczu w nowym roku, Barcelona w starciu pucharowym pokonała CF Intercity po dogrywce 4:3, a cztery dni później Duma Katalonii pokonała Atlético Madryt 1:0. W połfinałowym meczu Superpucharu Hiszpanii, Blaugrana pokonała Real Betis w serii rzutów karnych 4:2, gdzie po 120 minutach był remis 2:2, a w finale Barcelona pokonała Real Madryt 3:1, zdobywając pierwsze trofeum w tym sezonie. 19 stycznia, Barcelona pokonała AD Ceuta FC w meczu pucharowym 5:0, a trzy dni później Duma Katalonii pokonała Getafe CF 1:0. 26 stycznia, Blaugrana awansowała do półfinału Pucharu Króla pokonując Real Sociedad 1:0, a następnie Katalończycy pokonali inną drużynę z Katalonii Gironę FC 1:0. W zaległym meczu 17 kolejki Barcelona pokonała Real Betis 2:1. W pierwszym meczu lutego Barcelona pokonała Sevillę FC 3:0. Tydzień później Barcelona pokonała Villarreal CF 1:0, wygrywając tym samym 11 mecz z rzędu. W pierwszym meczu play-offów Ligi Europy, Barcelona zremisowała z Manchesterem United 2:2, a w tym samym tygodniu Barcelona pokonała Cádiz CF 2:0. W następnym tygodniu Barcelona odniosła dwie porażki. Pierwszą w rewanżowym meczu z Manchesterem United 1:2, a drugą z UD Almería 0:1. W pierwszym meczu półfinału Pucharu Króla, Barcelona pokonała Real Madryt 1:0, a trzy dni później Barcelona pokonała Valencię CF 1:0. Tydzień później Duma Katalonii pokonała Athletic Bilbao 1:0. W trzecim El Clásico w tym roku, Barcelona wygrała z Realem Madryt 2:1. Po przerwie reprezentacyjnej, Barcelona pokonała 4:0 Elche CF, a następnie przegrała rewanżowy mecz z Realem Madryt 0:4, odpadając z Pucharu Króla. 10 kwietnia Barcelona zremisowała bezbramkowo z Gironą FC, a tego samego dnia przed meczem, z Barceloną rozstał się Sergio Busquets. 16 kwietnia Barcelona również zremisowała bezbramkowo z Getafe CF. Tydzień później Barcelona pokonała Atlético Madryt 1:0. 3 dni później Barcelona przegrała z Rayo Vallecano 2:1. W nasepnych dwóch meczach Barcelona pokonała odpowiednio Real Betis 4:0 oraz CA Osasuna 1:0. 14 maja Barcelona wygrała derbowy mecz z RCD Espanyol 4:2, zapewniając sobie tytuł mistrza Hiszpanii. W pozostałych meczach ligowych Barcelona przegrała 1:2 z Realem Sociedad, przegrała 1:3 z Realem Valladolid, wygrała 3:0 z RCD Mallorca oraz przegrała 1:2 z Celtą Vigo. 24 kwietnia ogłoszono, że z Barcelony odejdzie Jordi Alba na mocy porozumienia ws. rozwiązania kontraktu.

## Skład
| Nr | Poz. | Piłkarz                            |
| -- | ---- | ---------------------------------- |
| 1  | BR   | Marc-André ter Stegen (4. kapitan) |
| 4  | OB   | Ronald Araújo                      |
| 5  | PO   | Sergio Busquets ()                 |
| 6  | PO   | Gavi                               |
| 7  | NA   | Ousmane Dembélé                    |
| 8  | PO   | Pedri                              |
| 9  | NA   | Robert Lewandowski                 |
| 10 | NA   | Ansu Fati                          |
| 11 | NA   | Ferran Torres                      |
| 13 | BR   | Iñaki Peña                         |

| Nr | Poz. | Piłkarz                     |
| -- | ---- | --------------------------- |
| 15 | OB   | Andreas Christensen         |
| 17 | OB   | Marcos Alonso               |
| 18 | OB   | Jordi Alba (3. kapitan)     |
| 19 | PO   | Franck Kessié               |
| 20 | OB   | Sergi Roberto (wicekapitan) |
| 21 | PO   | Frenkie de Jong             |
| 22 | NA   | Raphinha                    |
| 23 | OB   | Jules Koundé                |
| 24 | OB   | Eric García                 |

### Zawodnicy powołani ze składu rezerw
| Nr | Poz. | Piłkarz         |
| -- | ---- | --------------- |
| 27 | NA   | Ilias Akhomach  |
| 28 | OB   | Alejandro Balde |
| 29 | PO   | Marc Casadó     |
| 31 | BR   | Ander Astralaga |
| 32 | PO   | Pablo Torre     |
| 35 | OB   | Chadi Riad      |
| 36 | BR   | Arnau Tenas     |
| 38 | NA   | Ángel Alarcón   |

| Nr | Poz. | Piłkarz         |
| -- | ---- | --------------- |
| 39 | NA   | Estanis Pedrola |
| 40 | PO   | Aleix Garrido   |
| 41 | NA   | Lamine Yamal    |
| 43 | PO   | Unai Hernández  |
| 44 | NA   | Marc Guiu       |
| 46 | PO   | Pau Prim        |
| 47 | NA   | Dani Rodríguez  |

## Transfery

### Do klubu
| Piłkarz             | Z klubu                 | Data transferu  | Kwota transferu     |
| ------------------- | ----------------------- | --------------- | ------------------- |
| Francisco Trincão   | Wolverhampton Wanderers | 30 czerwca 2022 | koniec wypożyczenia |
| Rey Manaj           | Spezia Calcio           | 30 czerwca 2022 | koniec wypożyczenia |
| Miralem Pjanić      | Beşiktaş JK             | 30 czerwca 2022 | koniec wypożyczenia |
| Álex Collado        | Granada CF              | 30 czerwca 2022 | koniec wypożyczenia |
| Iñaki Peña          | Galatasaray SK          | 30 czerwca 2022 | koniec wypożyczenia |
| Pablo Torre         | Racing Santander        | 1 lipca 2022    | 5 mln €             |
| Franck Kessié       | A.C. Milan              | 4 lipca 2022    | wolny transfer      |
| Andreas Christensen | Chelsea                 | 4 lipca 2022    | wolny transfer      |
| Raphinha            | Leeds United            | 13 lipca 2022   | 58 mln €            |
| Robert Lewandowski  | Bayern Monachium        | 19 lipca 2022   | 45 mln €            |
| Jules Koundé        | Sevilla FC              | 29 lipca 2022   | 50 mln €            |
| Héctor Bellerín     | Arsenal                 | 1 września 2022 | wolny transfer      |
| Marcos Alonso       | Chelsea                 | 2 września 2022 | wolny transfer      |

Źródło:

### Z klubu
| Piłkarz                   | Do klubu                | Data transferu   | Kwota transferu                                |
| ------------------------- | ----------------------- | ---------------- | ---------------------------------------------- |
| Philippe Coutinho         | Aston Villa             | 10 czerwca 2022  | 20 mln €                                       |
| Dani Alves                | Pumas UNAM              | 21 czerwca 2022  | wolny transfer                                 |
| Adama Traoré              | Wolverhampton Wanderers | 1 lipca 2022     | koniec wypożyczenia                            |
| Luuk de Jong              | Sevilla FC              | 1 lipca 2022     | koniec wypożyczenia                            |
| Ferran Jutglà             | Club Brugge             | 1 lipca 2022     | 5 mln €                                        |
| Clément Lenglet           | Tottenham Hotspur       | 8 lipca 2022     | wypożyczenie                                   |
| Rey Manaj                 | Watford F.C.            | 12 lipca 2022    | wolny transfer                                 |
| Francisco Trincão         | Sporting CP             | 13 lipca 2022    | wypożyczenie + opłata za wypożyczenie: 3 mln € |
| Moussa Wagué              | HNK Gorica              | 19 lipca 2022    | wolny transfer                                 |
| Óscar Mingueza            | Celta Vigo              | 30 lipca 2022    | wolny transfer                                 |
| Riqui Puig                | Los Angeles Galaxy      | 4 sierpnia 2022  | wolny transfer                                 |
| Neto                      | A.F.C. Bournemouth      | 7 sierpnia 2022  | wolny transfer                                 |
| Nico González             | Valencia CF             | 13 sierpnia 2022 | wypożyczenie                                   |
| Álex Collado              | Elche CF                | 15 sierpnia 2022 | wypożyczenie                                   |
| Samuel Umtiti             | US Lecce                | 25 sierpnia 2022 | wypożyczenie                                   |
| Martin Braithwaite        | RCD Espanyol            | 1 września 2022  | wolny transfer                                 |
| Pierre-Emerick Aubameyang | Chelsea                 | 1 września 2022  | 12 mln €                                       |
| Sergiño Dest              | A.C. Milan              | 1 września 2022  | wypożyczenie                                   |
| Abde Ezzalzouli           | CA Osasuna              | 1 września 2022  | wypożyczenie                                   |
| Miralem Pjanić            | Nadi asz-Szarika        | 7 września 2022  | wolny transfer                                 |
| Memphis Depay             | Atlético Madryt         | 20 stycznia 2023 | 3 mln €                                        |
| Héctor Bellerín           | Sporting CP             | 31 stycznia 2023 | 1 mln €                                        |

Uwagi
1. ↑  Transfer został ogłoszony 12 maja, a oficjalny stał się 10 czerwca po otwarciu okienka transferowego.
2. ↑  Umowa uzgodniona 8 czerwca
3. ↑  FC Barcelona otrzyma 10% na każdą przyszłą sprzedaż.
4. ↑  Barcelona zastrzegła sobie prawo pierwokupu i 50% każdej przyszłej sprzedaży.
5. ↑  Sporting CP ma opcję zakupu 50% praw zawodnika za 7 nln € na koniec sezonu.
6. ↑  Barcelona ma opcje wykupu za 15 mln na koniec pierwszego sezonu, 17,5 mln na drugi i 20 mln na trzeci.
7. ↑  Barcelona otrzyma procent od każdej przyszłej sprzedaży.
8. ↑  Barcelona zastrzegła sobie prawo do odkupu i 50% każdej przyszłej sprzedaży.
9. ↑  Barcelona zastrzegła sobie prawo do odkupu i 50% każdej przyszłej sprzedaży.
10. ↑  Milan ma opcję zakupu zawodnika za 20 nln € na koniec sezonu.

## Sztab szkoleniowy

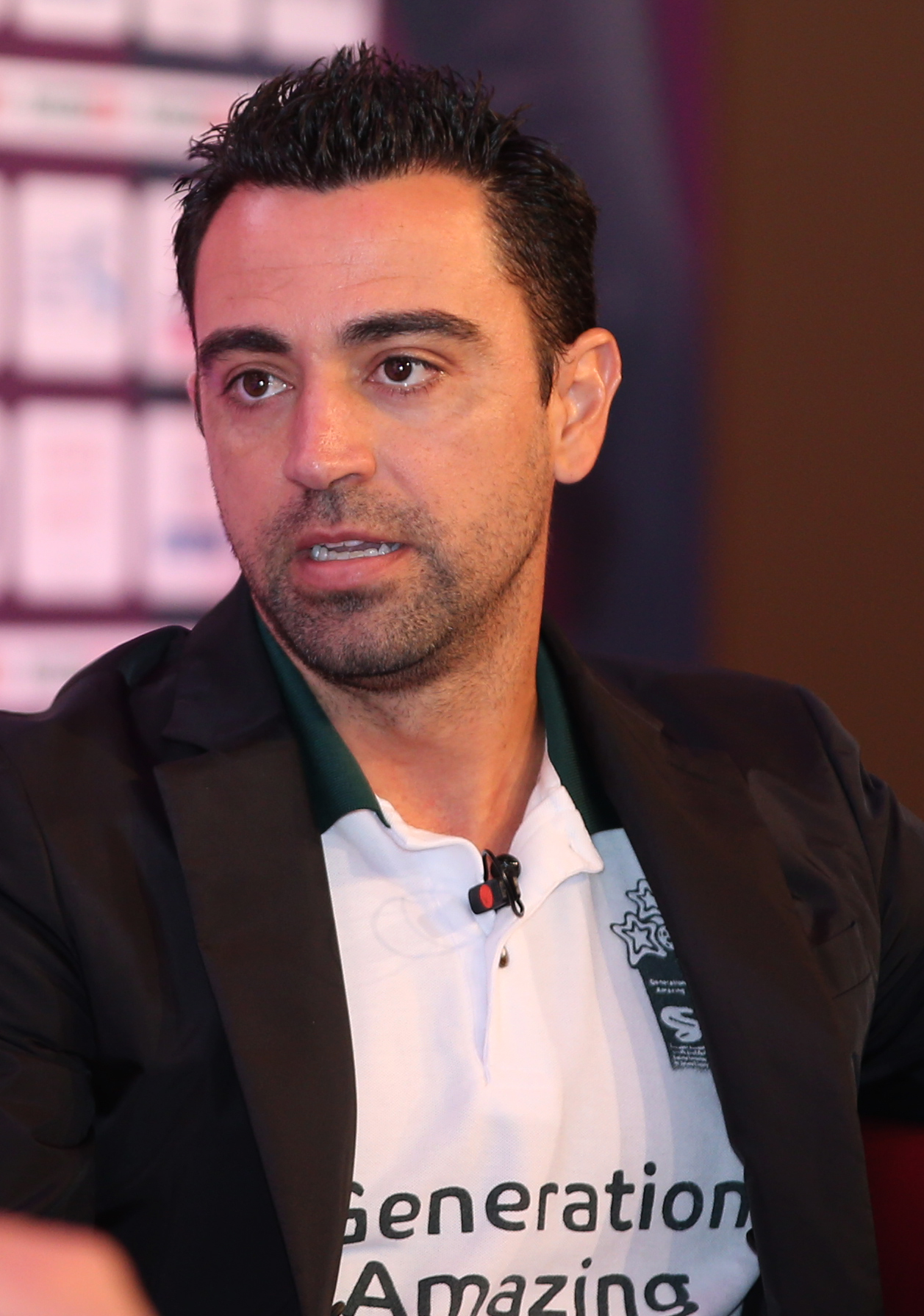
Xavi, trener klubu

| Osoba                   | Stanowisko                      |
| ----------------------- | ------------------------------- |
| Xavi                    | Trener                          |
| Óscar Hernández         | Asystent trenera                |
| Sergio Alegre           | Asystent trenera                |
| José Ramón de la Fuente | Trener bramkarzy                |
| Ivan Torres             | Trener przygotowania fizycznego |
| Sergio García           | Analityk                        |
| Toni Lobo               | Analityk                        |
| David Prats             | Analityk                        |
| Juanjo Brau             | Fizjoterapeuta                  |
| Xavi Linde              | Fizjoterapeuta                  |
| Xavi López              | Fizjoterapeuta                  |
| Xavier Elain            | Fizjoterapeuta                  |
| Jordi Mesalles          | Fizjoterapeuta                  |
| Sebas Salas             | Fizjoterapeuta                  |
| Daniel Benito           | Fizjoterapeuta                  |
| Ricard Pruna            | Doktor klubowy                  |
| Xavier Yanguas          | Doktor klubowy                  |
| Daniel Florit           | Doktor klubowy                  |
| Carles Naval            | Delegat                         |

## Mecze
zwycięstwo FC Barcelony
     remis
     zwycięstwo drużyny przeciwnej
| 13 lipca 2022 | UE Olot       | 1:1   | FC Barcelona   |                                                                     |
| 19:00 CET     | Eloi 45' (k.) | (1:1) | 28' Aubameyang | Estadi Municipal d'Olot, Olot Widzów: 3 300 Sędzia: Marc Oltra Sáez |

| 20 lipca 2022 | Inter Miami | 0:6   | FC Barcelona                                                                  |                                                                        |
| 02:00 CET     |             | (0:3) | 19' Aubameyang · 25' Raphinha · 41' Fati · 55' Gavi · 69' Depay · 70' Dembélé | DRV PNK Stadium, Fort Lauderdale Widzów: 19 113 Sędzia: Rubiel Vazquez |

| 24 lipca 2022 | Real Madryt | 0:1   | FC Barcelona |                                                                 |
| 05:00 CET     |             | (0:1) | 27' Raphinha | Allegiant Stadium, Paradise Widzów: 61 299 Sędzia: Mark Allatin |

| 27 lipca 2022 | FC Barcelona     | 2:2   | Juventus      |                                          |
| 02:30 CET     | Dembélé 34', 40' | (2:2) | 39', 51' Kean | Cotton Bowl, Dallas Sędzia: Elton Garcia |

| 31 lipca 2022 | New York Red Bulls | 0:2   | FC Barcelona            |                                                    |
| 01:00 CET     |                    | (0:1) | 40' Dembélé · 87' Depay | Red Bull Arena, Harrison Sędzia: Ernie Constantine |

| Trofeu Joan Gamper 13 lipca 2022 | FC Barcelona                                                                   | 6:0   | Pumas UNAM |                                                                  |
| 19:00 CET                        | Lewandowski 3' · Pedri 5', 19' · Dembélé 10' · Aubameyang 49' · F. de Jong 84' | (4:0) |            | Camp Nou, Barcelona Widzów: 83 021 Sędzia: José Sánchez Martínez |

| Primera División 113 sierpnia 2022 | FC Barcelona | 0:0   | Rayo Vallecano |                                                                          |
| 21:00 CET                          |              | (0:0) |                | Camp Nou, Barcelona Widzów: 81 104 Sędzia: Alejandro Hernández Hernández |

| Primera División 221 sierpnia 2022 | Real Sociedad | 1:4   | FC Barcelona                                 |                                                                                |
| 22:00 CET                          | Isak 6'       | (1:1) | 1', 68' Lewandowski · 66' Dembélé · 79' Fati | Estadio Anoeta, San Sebastián Widzów: 36 201 Sędzia: José Luis Munuera Montero |

| 24 sierpnia 2022 | FC Barcelona                                | 3:3   | Manchester City                              |                                                                  |
| 21:30 CET        | Aubameyang 29' · F. de Jong 66' · Depay 79' | (1:1) | 21' Álvarez · 70' Palmer · 90+9' (k.) Mahrez | Camp Nou, Barcelona Widzów: 91 062 Sędzia: José Sánchez Martínez |

| Primera División 328 sierpnia 2022 | FC Barcelona                                     | 4:0   | Real Valladolid |                                                                         |
| 19:30 CET                          | Lewandowski 24', 65' · Pedri 43' · Roberto 90+2' | (2:0) |                 | Camp Nou, Barcelona Widzów: 83 972 Sędzia: Ricardo de Burgos Bengoetxea |

| Primera División 43 września 2022 | Sevilla FC | 0:3   | FC Barcelona                                |                                                                                   |
| 21:00 CET                         |            | (0:2) | 21' Raphinha · 36' Lewandowski · 50' García | Estadio Ramón Sánchez Pizjuán, Sewilla Widzów: 40 233 Sędzia: Antonio Mateu Lahoz |

| Liga Mistrzów 7 września 2022 | FC Barcelona                                          | 5:1   | Viktoria Pilzno |                                                            |
| 21:00 CET                     | Kessié 13' · Lewandowski 34', 45+3', 67' · Torres 71' | (3:1) | 44' Sýkora      | Camp Nou, Barcelona Widzów: 77 411 Sędzia: Lawrence Visser |

| Primera División 510 września 2022 | Cádiz CF | 0:4   | FC Barcelona                                             |                                                                                  |
| 18:30 CET                          |          | (0:0) | 55' de Jong · 65' Lewandowski · 86' Fati · 90+2' Dembélé | Estadio Ramón de Carranza, Kadyks Widzów: 19 530 Sędzia: Carlos del Cerro Grande |

| Liga Mistrzów 13 września 2022 | Bayern Monachium         | 2:0   | FC Barcelona |                                                                |
| 21:00 CET                      | Hernández 50' · Sané 54' | (0:0) |              | Allianz Arena, Monachium Widzów: 75 000 Sędzia: Danny Makkelie |

| Primera División 617 września 2022 | FC Barcelona                     | 3:0   | Elche CF |                                                            |
| 16:15 CET                          | Lewandowski 34', 48' · Depay 41' | (2:0) |          | Camp Nou, Barcelona Widzów: 85 073 Sędzia: Alejandro Muñiz |

| Primera División 71 października 2022 | RCD Mallorca | 0:1   | FC Barcelona    |                                                                   |
| 21:00 CET                             |              | (0:1) | 20' Lewandowski | Iberostar Estadio, Palma Widzów: 18 103 Sędzia: Jesús Gil Manzano |

| Liga Mistrzów 4 października 2022 | Inter Mediolan   | 1:0   | FC Barcelona |                                                                        |
| 21:00 CET                         | Çalhanoğlu 45+2' | (1:0) |              | Stadion Giuseppe Meazzy, Mediolan Widzów: 71 368 Sędzia: Slavko Vinčić |

| Primera División 89 października 2022 | FC Barcelona | 1:0   | Celta Vigo |                                                                      |
| 21:00 CET                             | Pedri 17'    | (1:0) |            | Camp Nou, Barcelona Widzów: 81 525 Sędzia: José Luis Munuera Montero |

| Liga Mistrzów 12 października 2022 | FC Barcelona                         | 3:3   | Inter Mediolan                          |                                                             |
| 21:00 CET                          | Dembélé 40' · Lewandowski 82', 90+2' | (1:0) | 50' Barella · 63' Martínez · 89' Gosens | Camp Nou, Barcelona Widzów: 92 302 Sędzia: Szymon Marciniak |

| Primera División 916 października 2022 | Real Madryt                                     | 3:1   | FC Barcelona |                                                                                      |
| 16:15 CET                              | Benzema 12' · Valverde 35' · Rodrygo 90+1' (k.) | (2:0) | 83' Torres   | Estadio Santiago Bernabéu, Madryt Widzów: 62 876 Sędzia: José María Sánchez Martínez |

| Primera División 1019 października 2022 | FC Barcelona                    | 3:0   | Villarreal CF |                                                                    |
| 21:00 CET                               | Lewandowski 31', 35' · Fati 38' | (3:0) |               | Camp Nou, Barcelona Widzów: 73 261 Sędzia: Carlos del Cerro Grande |

| Primera División 1123 października 2022 | FC Barcelona                                             | 4:0   | Athletic Bilbao |                                                                  |
| 21:00 CET                               | Dembélé 12' · Roberto 18' · Lewandowski 22' · Torres 73' | (3:0) |                 | Camp Nou, Barcelona Widzów: 84 817 Sędzia: Juan Martínez Munuera |

| Liga Mistrzów 19 października 2022 | FC Barcelona | 0:3   | Bayern Monachium                            |                                                           |
| 21:00 CET                          |              | (0:2) | 10' Mané · 31' Choupo-Moting · 90+5' Pavard | Camp Nou, Barcelona Widzów: 84 016 Sędzia: Anthony Taylor |

| Primera División 1223 października 2022 | Valencia CF | 0:1   | FC Barcelona      |                                                                                |
| 21:00 CET                               |             | (0:0) | 90+3' Lewandowski | Estadio Mestalla, Walencja Widzów: 46 007 Sędzia: Ricardo de Burgos Bengoetxea |

| Liga Mistrzów 1 listopada 2022 | Viktoria Pilzno     | 2:4   | FC Barcelona                            |                                                           |
| 21:00 CET                      | Chorý 51' (k.), 63' | (0:2) | 6' Alonso · 44', 54' Torres · 75' Torre | Doosan Arena, Pilzno Widzów: 11 258 Sędzia: Radu Petrescu |

| Primera División 135 listopada 2022 | FC Barcelona              | 2:0   | UD Almería |                                                                   |
| 21:00 CET                           | Dembélé 48' · de Jong 62' | (0:0) |            | Camp Nou, Barcelona Widzów: 92 605 Sędzia: Pablo González Fuertes |

| Primera División 148 listopada 2022 | CA Osasuna               | 1:2   | FC Barcelona |                                                                      |
| 21:30 CET                           | Pedri 48' · Raphinha 85' | (1:0) |              | Estadio El Sadar, Pampeluna Widzów: 21 603 Sędzia: Jesús Gil Manzano |

| Primera División 1531 grudnia 2022 | FC Barcelona | 1:1   | RCD Espanyol   |                                                                |
| 14:00 CET                          | Alonso 7'    | (1:0) | 73' (k) Joselu | Camp Nou, Barcelona Widzów: 88 095 Sędzia: Antonio Mateu Lahoz |

| Puchar Króla 1/16 finału 4 stycznia 2023 | CF Intercity            | 3:4 (pd.)       | FC Barcelona                                       |                                                                                 |
| 21:00 CET                                | Soldevila 59', 74', 86' | (0:1, 3:3, 3:4) | 4' Araújo · 66' Dembélé · 77' Raphinha · 103' Fati | Estadio José Rico Pérez, Alicante Widzów: 26 000 Sędzia: Valentín Pizarro Gómez |

| Primera División 168 stycznia 2023 | Atlético Madryt | 0:1   | FC Barcelona |                                                                              |
| 21:00 CET                          |                 | (0:1) | 22' Dembélé  | Wanda Metropolitano, Madryt Widzów: 63 493 Sędzia: José Luis Munuera Montero |

| Superpuchar Hiszpanii półfinał 12 stycznia 2023 | Real Betis                                 | 2:2 (pd.)               | FC Barcelona                          |                                                                           |
| 21:00 CET                                       | Fekir 77' · Loren 101'                     | (0:1, 1:1, 2:2, k. 2:4) | 40' Lewandowski · 93' Fati            | Stadion Króla Fahda, Rijad Widzów: 38 629 Sędzia: Carlos del Cerro Grande |
| 21:00 CET                                       | · Willian José · Loren · Juanmi · Carvalho | Rzuty karne             | · Lewandowski · Kessié · Fati · Pedri | Stadion Króla Fahda, Rijad Widzów: 38 629 Sędzia: Carlos del Cerro Grande |

| Superpuchar Hiszpanii finał 12 stycznia 2023 | Real Madryt   | 1:3   | FC Barcelona                           |                                                                                |
| 21:00 CET                                    | Benzema 90+3' | (0:2) | 33' Gavi · 45' Lewandowski · 69' Pedri | Stadion Króla Fahda, Rijad Widzów: 57 340 Sędzia: Ricardo de Burgos Bengoetxea |

| Puchar Króla 1/8 finału 19 stycznia 2023 | AD Ceuta | 0:5   | FC Barcelona                                                |                                                                           |
| 20:00 CET                                |          | (0:1) | 42' Raphinha · 50', 90' Lewandowski · 70' Fati · 77' Kessié | Estadio Alfonso Murube, Ceuta Widzów: 7 000 Sędzia: Juan Martínez Munuera |

| Primera División 1822 stycznia 2023 | FC Barcelona | 1:0   | Getafe CF |                                                                       |
| 18:30 CET                           | Pedri 35'    | (1:0) |           | Camp Nou, Barcelona Widzów: 79 814 Sędzia: Javier Iglesias Villanueva |

| Puchar Króla Ćwierćfinał 25 stycznia 2023 | FC Barcelona | 1:0   | Real Sociedad |                                                              |
| 21:00 CET                                 | Dembélé 52'  | (0:0) |               | Camp Nou, Barcelona Widzów: 59 610 Sędzia: Jesús Gil Manzano |

| Primera División 1928 stycznia 2023 | Girona FC | 0:1   | FC Barcelona |                                                                      |
| 16:15 CET                           |           | (0:0) | 61' Pedri    | Estadi Montilivi, Girona Widzów: 13 402 Sędzia: Alejandro Muñiz Ruiz |

| Primera División 171 lutego 2023 | Real Betis        | 1:2   | FC Barcelona                   |                                                                                        |
| 21:00 CET                        | Koundé 85' (sam.) | (0:0) | 65' Raphinha · 80' Lewandowski | Estadio Benito Villamarín, Sewilla Widzów: 48 181 Sędzia: Ricardo de Burgos Bengoetxea |

| Primera División 205 lutego 2023 | FC Barcelona                       | 3:0   | Sevilla FC |                                                                        |
| 21:00 CET                        | Alba 58' · Gavi 70' · Raphinha 79' | (0:0) |            | Camp Nou, Barcelona Widzów: 77 987 Sędzia: José María Sánchez Martínez |

| Primera División 2112 lutego 2023 | Villarreal CF | 0:1   | FC Barcelona |                                                                                        |
| 21:00 CET                         |               | (0:1) | 18' Pedri    | Estadio de la Cerámica, Vila-real Widzów: 21 178 Sędzia: Alejandro Hernández Hernández |

| Liga Europy play-off 16 lutego 2023 | FC Barcelona              | 2:2   | Manchester United                |                                                             |
| 18:45 CET                           | Alonso 50' · Raphinha 76' | (0:0) | 53' Rashford · 59' (sam.) Koundé | Camp Nou, Barcelona Widzów: 90 225 Sędzia: Maurizio Mariani |

| Primera División 2219 lutego 2023 | FC Barcelona                    | 2:0   | Cádiz CF |                                                                   |
| 21:00 CET                         | Roberto 43' · Lewandowski 45+1' | (2:0) |          | Camp Nou, Barcelona Widzów: 72 010 Sędzia: Pablo González Fuertes |

| Liga Europy play-off 16 lutego 2023 | Manchester United     | 2:1   | FC Barcelona         |                                                                |
| 21:00 CET                           | Fred 47' · Antony 73' | (0:1) | 18' (k.) Lewandowski | Old Trafford, Manchester Widzów: 73 021 Sędzia: Clément Turpin |

| Primera División 2326 lutego 2023 | UD Almería | 1:0   | FC Barcelona |                                                                              |
| 18:30 CET                         | Touré 24'  | (1:0) |              | Power Horse Stadium, Almería Widzów: 15 279 Sędzia: Miguel Ángel Ortiz Arias |

| Puchar Króla Półfinał 2 marca 2023 | Real Madryt | 0:1   | FC Barcelona       |                                                                                    |
| 21:00 CET                          |             | (0:1) | 26' (sam.) Militão | Estadio Santiago Bernabéu, Madryt Widzów: 60 000 Sędzia: José Luis Munuera Montero |

| Primera División 245 marca 2023 | FC Barcelona | 1:0   | Valencia CF |                                                                  |
| 16:15 CET                       | Raphinha 15' | (1:0) |             | Camp Nou, Barcelona Widzów: 89 644 Sędzia: Javier Alberola Rojas |

| Primera División 2512 marca 2023 | Athletic Bilbao | 0:1   | FC Barcelona   |                                                            |
| 21:00 CET                        |                 | (0:1) | 45+1' Raphinha | San Mamés, Bilbao Widzów: 15 279 Sędzia: Jesús Gil Manzano |

| Primera División 2619 marca 2023 | FC Barcelona               | 2:1   | Real Madryt      |                                                                         |
| 21:00 CET                        | Roberto 45' · Kessié 90+2' | (1:1) | 9' (sam.) Araújo | Camp Nou, Barcelona Widzów: 95 745 Sędzia: Ricardo de Burgos Bengoetxea |

| Primera División 271 kwietnia 2023 | Elche CF | 0:4   | FC Barcelona                                 |                                                                                      |
| 21:00 CET                          |          | (0:1) | 20', 66' Lewandowski · 56' Fati · 70' Torres | Estadio Manuel Martínez Valero, Elche Widzów: 28 142 Sędzia: Carlos del Cerro Grande |

| Puchar Króla Półfinał 5 kwietnia 2023 | FC Barcelona | 0:4   | Real Madryt                                 |                                                                  |
| 21:00 CET                             |              | (0:1) | 45+1' Vinícius · 50', 58' (k.), 80' Benzema | Camp Nou, Barcelona Widzów: 94 902 Sędzia: Juan Martínez Munuera |

| Primera División 2810 kwietnia 2023 | FC Barcelona | 0:0   | Girona FC |                                                                |
| 21:00 CET                           |              | (0:0) |           | Camp Nou, Barcelona Widzów: 78 425 Sędzia: Antonio Mateu Lahoz |

| Primera División 2916 kwietnia 2023 | Getafe CF | 0:0   | FC Barcelona |                                                                                |
| 16:15 CET                           |           | (0:0) |              | Coliseum Alfonso Pérez, Getafe Widzów: 14 854 Sędzia: Juan Luis Pulido Santana |

| Primera División 3023 kwietnia 2023 | FC Barcelona | 1:0   | Atlético Madryt |                                                                        |
| 16:15 CET                           | Torres 44'   | (1:0) |                 | Camp Nou, Barcelona Widzów: 80 965 Sędzia: José María Sánchez Martínez |

| Primera División 3126 kwietnia 2023 | Rayo Vallecano                | 2:1   | FC Barcelona    |                                                                              |
| 22:00 CET                           | Á. García 19' · F. García 53' | (1:0) | 83' Lewandowski | Campo de Fútbol de Vallecas, Madryt Widzów: 13 657 Sędzia: Jesús Gil Manzano |

| Primera División 3229 kwietnia 2023 | FC Barcelona                                                            | 4:0   | Real Betis |                                                                    |
| 21:00 CET                           | Christensen 14' · Lewandowski 36' · Raphinha 39' · Rodríguez 82' (sam.) | (3:0) |            | Camp Nou, Barcelona Widzów: 88 530 Sędzia: Carlos del Cerro Grande |

| Primera División 332 maja 2023 | FC Barcelona | 1:0   | CA Osasuna |                                                                       |
| 19:30 CET                      | Alba 85'     | (0:0) |            | Camp Nou, Barcelona Widzów: 76 061 Sędzia: Javier Iglesias Villanueva |

| Primera División 3414 maja 2023 | RCD Espanyol             | 2:4   | FC Barcelona                                  |                                                                             |
| 21:00 CET                       | Puado 73' · Joselu 90+2' | (0:3) | 11', 40' Lewandowski · 20' Balde · 53' Koundé | RCDE Stadium, Barcelona Widzów: 27 360 Sędzia: Ricardo de Burgos Bengoetxea |

| Primera División 3520 maja 2023 | FC Barcelona    | 1:2   | Real Sociedad           |                                                                  |
| 21:00 CET                       | Lewandowski 90' | (0:1) | 5' Merino · 72' Sørloth | Camp Nou, Barcelona Widzów: 88 049 Sędzia: Javier Alberola Rojas |

| Primera División 3623 maja 2023 | Real Valladolid                                    | 3:1   | FC Barcelona    |                                                                           |
| 22:00 CET                       | Christensen 2' (sam.) · Larin 22' (k.) · Plata 73' | (2:0) | 84' Lewandowski | Estadio José Zorrilla, Valladolid Widzów: 22 341 Sędzia: César Soto Grado |

| Primera División 3728 maja 2023 | FC Barcelona            | 3:0   | RCD Mallorca |                                                                   |
| 19:00 CET                       | Fati 1', 24' · Gavi 70' | (2:0) |              | Camp Nou, Barcelona Widzów: 88 775 Sędzia: Jorge Figueroa Vázquez |

| Primera División 384 czerwca 2023 | Celta Vigo     | 2:1   | FC Barcelona |                                                                        |
| 21:00 CET                         | Veiga 42', 65' | (1:0) | 79' Fati     | Estadio Balaídos, Vigo Widzów: 23 365 Sędzia: Juan Luis Pulido Santana |

| 6 czerwca 2023 | Vissel Kobe | 0:2   | FC Barcelona            |                                                                    |
| 12:30 CET      |             | (0:2) | 16' Kessié · 19' García | Stadion Narodowy w Tokio, Tokio Widzów: 47 335 Sędzia: Jumpei Iida |

## Bilans meczów oficjalnych

### Statystyki meczów
| Rozgrywki             | Mecze | Wygrane | Remisy | Przegrane | Bramki strzelone | Bramki stracone |
| --------------------- | ----- | ------- | ------ | --------- | ---------------- | --------------- |
| Primera División      | 38    | 28      | 4      | 6         | 70               | 20              |
| Puchar Króla          | 5     | 3       | 0      | 1         | 11               | 7               |
| Liga Mistrzów UEFA    | 6     | 2       | 1      | 3         | 12               | 12              |
| Liga Europy UEFA      | 2     | 0       | 1      | 1         | 3                | 4               |
| Superpuchar Hiszpanii | 2     | 2       | 0      | 0         | 5                | 3               |
| Suma                  | 53    | 36      | 6      | 11        | 101              | 46              |

Źródło:

### Bilans meczów przeciwko klubom
| Klub              | Mecze | Wygrane | Remisy | Przegrane | Bramki strzelone | Bramki stracone |
| ----------------- | ----- | ------- | ------ | --------- | ---------------- | --------------- |
| Real Madryt       | 5     | 3       | 0      | 2         | 7                | 9               |
| Real Betis        | 3     | 3       | 0      | 0         | 8                | 3               |
| Real Sociedad     | 3     | 2       | 0      | 1         | 6                | 3               |
| UD Almería        | 2     | 1       | 0      | 1         | 2                | 1               |
| Athletic Bilbao   | 2     | 2       | 0      | 0         | 5                | 0               |
| Atlético Madryt   | 2     | 2       | 0      | 0         | 2                | 0               |
| Bayern Monachium  | 2     | 0       | 0      | 2         | 0                | 5               |
| Cádiz CF          | 2     | 2       | 0      | 0         | 6                | 0               |
| Celta Vigo        | 2     | 1       | 0      | 1         | 2                | 2               |
| Elche CF          | 2     | 2       | 0      | 0         | 7                | 0               |
| RCD Espanyol      | 2     | 1       | 1      | 0         | 5                | 3               |
| Getafe CF         | 2     | 1       | 1      | 0         | 1                | 0               |
| Girona FC         | 2     | 1       | 1      | 0         | 1                | 0               |
| Inter Mediolan    | 2     | 0       | 1      | 1         | 3                | 4               |
| RCD Mallorca      | 2     | 2       | 0      | 0         | 4                | 0               |
| Manchester United | 2     | 0       | 1      | 1         | 3                | 4               |
| CA Osasuna        | 2     | 2       | 0      | 0         | 3                | 1               |
| Rayo Vallecano    | 2     | 0       | 1      | 1         | 1                | 2               |
| Sevilla FC        | 2     | 2       | 0      | 0         | 6                | 0               |
| Valencia CF       | 2     | 2       | 0      | 0         | 2                | 0               |
| Real Valladolid   | 2     | 1       | 0      | 1         | 5                | 3               |
| Viktoria Pilzno   | 2     | 2       | 0      | 0         | 9                | 3               |
| Villarreal CF     | 2     | 2       | 0      | 0         | 4                | 0               |
| AD Ceuta          | 1     | 1       | 0      | 0         | 5                | 0               |
| CF Intercity      | 1     | 1       | 0      | 0         | 4                | 3               |

### Bilans meczów przeciwko trenerom
| Trener                | Klub              | Mecze | Wygrane | Remisy | Przegrane | Bramki strzelone | Bramki stracone |
| --------------------- | ----------------- | ----- | ------- | ------ | --------- | ---------------- | --------------- |
| Carlo Ancelotti       | Real Madryt       | 5     | 3       | 0      | 2         | 7                | 9               |
| Manuel Pellegrini     | Real Betis        | 3     | 3       | 0      | 0         | 8                | 3               |
| Imanol Alguacil       | Real Sociedad     | 3     | 2       | 0      | 1         | 6                | 3               |
| Ernesto Valverde      | Athletic Bilbao   | 2     | 2       | 0      | 0         | 5                | 0               |
| Diego Simeone         | Atlético Madryt   | 2     | 2       | 0      | 0         | 2                | 0               |
| Rubi                  | UD Almería        | 2     | 1       | 0      | 1         | 2                | 1               |
| Julian Nagelsmann     | Bayern Monachium  | 2     | 0       | 0      | 2         | 0                | 5               |
| Sergio González       | Cádiz CF          | 2     | 2       | 0      | 0         | 6                | 0               |
| Quique Sánchez Flores | Getafe CF         | 2     | 1       | 1      | 0         | 1                | 0               |
| Míchel                | Girona FC         | 2     | 1       | 1      | 0         | 1                | 0               |
| Simone Inzaghi        | Inter Mediolan    | 2     | 0       | 1      | 1         | 3                | 4               |
| Javier Aguirre        | RCD Mallorca      | 2     | 2       | 0      | 0         | 4                | 0               |
| Erik ten Hag          | Manchester United | 2     | 0       | 1      | 1         | 3                | 4               |
| Jagoba Arrasate       | CA Osasuna        | 2     | 2       | 0      | 0         | 3                | 1               |
| Andoni Iraola         | Rayo Vallecano    | 2     | 0       | 1      | 1         | 1                | 2               |
| Michal Bílek          | Viktoria Pilzno   | 2     | 2       | 0      | 0         | 9                | 3               |
| Eduardo Coudet        | Celta Vigo        | 1     | 1       | 0      | 0         | 1                | 0               |
| Carlos Carvalhal      | Celta Vigo        | 1     | 0       | 0      | 1         | 1                | 2               |
| José Juan Romero      | AD Ceuta          | 1     | 1       | 0      | 0         | 5                | 0               |
| Gustavo Siviero       | CF Intercity      | 1     | 1       | 0      | 0         | 4                | 3               |
| Francisco             | Elche CF          | 1     | 1       | 0      | 0         | 3                | 0               |
| Sebastián Beccacece   | Elche CF          | 1     | 1       | 0      | 0         | 4                | 0               |
| Diego Martínez        | RCD Espanyol      | 1     | 0       | 1      | 0         | 1                | 1               |
| Luis García           | RCD Espanyol      | 1     | 1       | 0      | 0         | 4                | 2               |
| Julen Lopetegui       | Sevilla FC        | 1     | 1       | 0      | 0         | 3                | 0               |
| Jorge Sampaoli        | Sevilla FC        | 1     | 1       | 0      | 0         | 3                | 0               |
| Rubén Baraja          | Valencia CF       | 1     | 1       | 0      | 0         | 1                | 0               |
| Gennaro Gattuso       | Valencia CF       | 1     | 1       | 0      | 0         | 1                | 0               |
| Pacheta               | Real Valladolid   | 1     | 1       | 0      | 0         | 4                | 0               |
| Paulo Pezzolano       | Real Valladolid   | 1     | 0       | 0      | 1         | 1                | 3               |
| Quique Setién         | Villarreal CF     | 1     | 1       | 0      | 0         | 1                | 0               |
| Unai Emery            | Villarreal CF     | 1     | 1       | 0      | 0         | 3                | 0               |

## Statystyki piłkarzy w oficjalnych meczach

### Najlepsi strzelcy
| lp. | Piłkarz             | Primera División | Puchar Króla | Liga Mistrzów UEFA | Liga Europy UEFA | Superpuchar Hiszpanii | Suma |
| --- | ------------------- | ---------------- | ------------ | ------------------ | ---------------- | --------------------- | ---- |
| 1.  | Robert Lewandowski  | 23               | 2            | 5                  | 1                | 2                     | 33   |
| 2.  | Raphinha            | 7                | 2            | 0                  | 1                | 0                     | 10   |
| 2.  | Ansu Fati           | 7                | 2            | 0                  | 0                | 1                     | 10   |
| 4.  | Ousmane Dembélé     | 5                | 2            | 1                  | 0                | 0                     | 8    |
| 5.  | Pedri               | 6                | 0            | 0                  | 0                | 1                     | 7    |
| 5.  | Ferran Torres       | 4                | 0            | 3                  | 0                | 0                     | 7    |
| 7.  | Sergi Roberto       | 4                | 0            | 0                  | 0                | 0                     | 4    |
| 8.  | Gavi                | 2                | 0            | 0                  | 0                | 1                     | 3    |
| 8.  | Marcos Alonso       | 1                | 0            | 1                  | 1                | 0                     | 3    |
| 8.  | Franck Kessié       | 2                | 1            | 0                  | 0                | 0                     | 3    |
| 11. | Frenkie de Jong     | 2                | 0            | 0                  | 0                | 0                     | 2    |
| 11. | Jordi Alba          | 2                | 0            | 0                  | 0                | 0                     | 2    |
| 13. | Memphis Depay       | 1                | 0            | 0                  | 0                | 0                     | 1    |
| 13. | Eric García         | 1                | 0            | 0                  | 0                | 0                     | 1    |
| 13. | Andreas Christensen | 1                | 0            | 0                  | 0                | 0                     | 1    |
| 13. | Alejandro Balde     | 1                | 0            | 0                  | 0                | 0                     | 1    |
| 13. | Jules Koundé        | 1                | 0            | 0                  | 0                | 0                     | 1    |
| 13. | Ronald Araújo       | 0                | 1            | 0                  | 0                | 0                     | 1    |
| 13. | Pablo Torre         | 0                | 0            | 1                  | 0                | 0                     | 1    |

## Tabele

### Primera División
| Lp. | Drużyna             | M  | Z  | R  | P  | B+ | B- | +/– | Pkt | Kwalifikacja lub spadek                       |
| --- | ------------------- | -- | -- | -- | -- | -- | -- | --- | --- | --------------------------------------------- |
| 1   | FC Barcelona (M)    | 38 | 28 | 4  | 6  | 70 | 20 | +50 | 88  | Liga Mistrzów UEFA • Faza grupowa             |
| 2   | Real Madryt         | 38 | 24 | 6  | 8  | 75 | 36 | +39 | 78  | Liga Mistrzów UEFA • Faza grupowa             |
| 3   | Atlético Madryt     | 38 | 23 | 8  | 7  | 70 | 33 | +37 | 77  | Liga Mistrzów UEFA • Faza grupowa             |
| 4   | Real Sociedad       | 38 | 21 | 8  | 9  | 51 | 35 | +16 | 71  | Liga Mistrzów UEFA • Faza grupowa             |
| 5   | Villarreal CF       | 38 | 19 | 7  | 12 | 59 | 40 | +19 | 64  | Liga Europy UEFA • Faza grupowa               |
| 6   | Real Betis          | 38 | 17 | 9  | 12 | 46 | 41 | +5  | 60  | Liga Europy UEFA • Faza grupowa               |
| 7   | CA Osasuna          | 38 | 15 | 8  | 15 | 37 | 42 | −5  | 53  | Liga Konferencji Europy UEFA • Runda play-off |
| 8   | Athletic Bilbao     | 38 | 14 | 9  | 15 | 47 | 43 | +4  | 51  | [ i ]                                         |
| 9   | RCD Mallorca        | 38 | 14 | 8  | 16 | 37 | 43 | −6  | 50  |                                               |
| 10  | Girona FC           | 38 | 13 | 10 | 15 | 58 | 55 | +3  | 49  |                                               |
| 11  | Rayo Vallecano      | 38 | 13 | 10 | 15 | 45 | 53 | −8  | 49  |                                               |
| 12  | Sevilla FC          | 38 | 13 | 10 | 15 | 47 | 54 | −7  | 49  | Liga Mistrzów UEFA • Faza grupowa             |
| 13  | Celta Vigo          | 38 | 11 | 10 | 17 | 43 | 53 | −10 | 43  |                                               |
| 14  | Cádiz CF            | 38 | 10 | 12 | 16 | 30 | 53 | −23 | 42  |                                               |
| 15  | Getafe CF           | 38 | 10 | 12 | 16 | 34 | 45 | −11 | 42  |                                               |
| 16  | Valencia CF         | 38 | 11 | 9  | 18 | 42 | 45 | −3  | 42  |                                               |
| 17  | UD Almería          | 38 | 11 | 8  | 19 | 49 | 65 | −16 | 41  |                                               |
| 18  | Real Valladolid (S) | 38 | 11 | 7  | 20 | 33 | 63 | −30 | 40  | Spadek do Segunda División                    |
| 19  | RCD Espanyol (S)    | 38 | 8  | 13 | 17 | 52 | 69 | −17 | 37  | Spadek do Segunda División                    |
| 20  | Elche CF (S)        | 38 | 5  | 10 | 23 | 30 | 67 | −37 | 25  | Spadek do Segunda División                    |

1. 1 2  CA Osasuna została pierwotnie wykluczona z rozgrywek europejskich w sezonie 2023/2024 za ustawianie meczy w sezonie 2013/2014. Jej miejsce zająć miał Athletic Bilbao[154]. Ostatecznie jednak po decyzji Trybunału Arbitrażowego ds. Sportu w Lozannie przywrócono Osasunę do eliminacji Ligi Konferencji Europy[155].
2. ↑  Zwycięzca Ligi Europy.

### Puchar Króla
| Drużyna 1    | Wynik       | Drużyna 2     |
| ------------ | ----------- | ------------- |
| CF Intercity | 3:4 (Dogr.) | FC Barcelona  |
| AD Ceuta     | 0:5         | FC Barcelona  |
| FC Barcelona | 1:0         | Real Sociedad |

| Drużyna 1                            | Wynik dwumeczu | Drużyna 2    | Pierwszy mecz | Drugi mecz |
| ------------------------------------ | -------------- | ------------ | ------------- | ---------- |
| Real Madryt                          | 4:1            | FC Barcelona | 0:1           | 4:0        |
| Po lewej gospodarz pierwszego meczu. |                |              |               |            |

### Liga Mistrzów UEFA
Grupa C:
| Lp. | Drużyna              | M | Z | R | P | Bramki | Bramki | +/– | Pkt |
| --- | -------------------- | - | - | - | - | ------ | ------ | --- | --- |
| 1   | Bayern Monachium (A) | 6 | 6 | 0 | 0 | 18     | 2      | +16 | 18  |
| 2   | Inter Mediolan (A)   | 6 | 3 | 1 | 2 | 10     | 7      | +3  | 10  |
| 3   | FC Barcelona (LE)    | 6 | 2 | 1 | 3 | 12     | 12     | 0   | 7   |
| 4   | Viktoria Pilzno      | 6 | 0 | 0 | 6 | 5      | 24     | −19 | 0   |

|                  | BMU | BAR | INT | VPL |
| ---------------- | --- | --- | --- | --- |
| Bayern Monachium | –   | 2:0 | 2:0 | 5:0 |
| FC Barcelona     | 0:3 | –   | 3:3 | 5:1 |
| Inter Mediolan   | 0:2 | 1:0 | –   | 4:0 |
| Viktoria Pilzno  | 2:4 | 2:4 | 0:2 | –   |

### Liga Europy UEFA
| Drużyna 1                            | Wynik dwumeczu | Drużyna 2         | Pierwszy mecz | Drugi mecz |
| ------------------------------------ | -------------- | ----------------- | ------------- | ---------- |
| FC Barcelona                         | 3:4            | Manchester United | 2:2           | 1:2        |
| Po lewej gospodarz pierwszego meczu. |                |                   |               |            |

### Superpuchar Hiszpanii
| Drużyna 1   | Wynik        | Drużyna 2    |
| ----------- | ------------ | ------------ |
| Real Betis  | 2:2 (k. 2:4) | FC Barcelona |
| Real Madryt | 1:3          | FC Barcelona |